# Filipe Pacheco
Filipe Alexandre Pardal Pacheco (10 de maio de 1989) é um político português. Foi deputado à Assembleia da República na XIV legislatura pelo Partido Socialista, entre 2019 e 2021. Tem uma licenciatura em Engenharia Electrotécnica e de Computadores. Suspendeu o mandato de deputado, a partir de outubro de 2021, por ter sido eleito vereador do PS na Câmara Municipal de Almada com os pelouros da Comunicação, Desporto e Juventude, Habitação, Manutenção de Equipamentos e Frota e Sistemas de Informação para o mandato 2021-2025.